# Luis Galván
Luis Adolfo Galván (Fernández, Santiago del Estero, 24 de febrero de 1948-Córdoba, 5 de mayo de 2025) fue un futbolista argentino que jugaba de defensor. Fue internacional con la Selección de fútbol de Argentina y ganó la Copa Mundial de la FIFA 1978.
De origen humilde, terminó la secundaria y se recibió de maestro a los 20 años. Con su bicicleta recorría más de seis kilómetros para llegar a las escuelitas rurales donde enseñaba, lo que le valió el apodo de Maestro un nombre que lo acompañó tanto en las aulas como en las canchas.
Fue jugador del C. A. Talleres de Córdoba, siendo el jugador con más partidos en la historia del club. También fue director de fútbol femenino en Talleres, plantel que acompañó desde sus inicios en 2012 hasta su fallecimiento en 2025.

## Trayectoria deportiva
Comenzó en Independiente de Fernández, su pueblo natal, para luego pasar a Unión de Santiago por dos temporadas. En 1970 se incorporó a Talleres de Córdoba y jugó la mayor parte de su carrera profesional en ese club. Estuvo cerca de obtener el torneo Nacional de 1977, pero finalmente Talleres cayó en la final ante Independiente en recordado partido. En 1976 y 1978 el equipo quedó en el cuarto puesto en los Torneos Nacionales, mientras que clasificó en el tercer lugar en el Campeonato de Primera División 1980, además de ganar numerosos torneos de la Liga Cordobesa.
Dejó Talleres en 1982, luego de doce años en el club, para jugar en Loma Negra de Olavarría. Luego pasó al máximo rival y clásico de Talleres, Belgrano de Córdoba y más tarde a Central Norte de Salta. 
En 1986 se mudó a Bolivia, para desempeñarse en el Club Atlético Bolívar de La Paz, pero su estadía allí no duró mucho y retornó brevemente a Talleres en 1987 y finalizó su carrera en 1989 en otro Talleres, esta vez de Jesús María (Córdoba), a los 41 años.
En su honor, el estadio de Independiente de Fernández lleva su nombre.

## Selección nacional

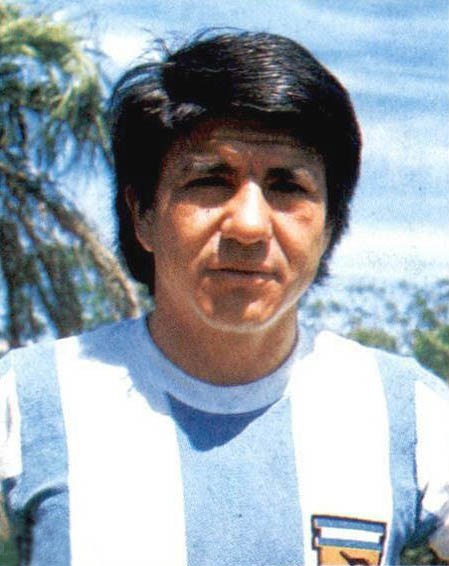
Galván con la camiseta de la Selección Argentina en 1978.

Jugó su primer partido internacional para la Selección de fútbol de Argentina en 1975.
La máxima consagración de su carrera llegó en 1978, cuando fue seleccionado por el entrenador César Luis Menotti para representar a la selección argentina en la Copa Mundial de la FIFA 1978. Además, tuvo la fortuna de jugar la final de dicho torneo, en el Estadio «Monumental» de River Plate, donde Argentina venció a Países Bajos por 3:1 en tiempo extra, logrando así su primer título mundial. En este partido, todos los medios de prensa argentina calificaron a Galván con diez puntos, por su brillante actuación.
También fue seleccionado para jugar en España 1982, pero los albicelestes realizaron una campaña decepcionante y fueron eliminados en la segunda fase del torneo. Se retiró del ámbito internacional un año más tarde, en 1983, a la edad de 35 años, totalizando 34 apariciones para la Argentina.

## Muerte
Luis Galván, el Maestro, falleció el 5 de mayo de 2025 a los 77 años en Córdoba, Argentina por complicaciones asociadas con una neumonía.

## Participaciones en Copas del Mundo
| Mundial                      | Sede      | Resultado    |
| ---------------------------- | --------- | ------------ |
| Copa Mundial de la FIFA 1978 | Argentina | Campeón      |
| Copa Mundial de la FIFA 1982 | España    | Segunda fase |

## Clubes
| Club                       | País      | Año       |
| -------------------------- | --------- | --------- |
| Independiente de Fernández | Argentina | 1965-1967 |
| Unión Santiago             | Argentina | 1968-1969 |
| Talleres de Córdoba        | Argentina | 1970-1982 |
| Loma Negra                 | Argentina | 1982-1983 |
| Belgrano                   | Argentina | 1983-1984 |
| Central Norte de Salta     | Argentina | 1984-1985 |
| Bolívar                    | Bolivia   | 1986      |
| Talleres de Córdoba        | Argentina | 1986-1987 |

## Palmarés

### Campeonatos nacionales
| Título         | Club     | País      | Año  |
| -------------- | -------- | --------- | ---- |
| Copa Hermandad | Talleres | Argentina | 1977 |

### Campeonatos regionales
| Título       | Club     | Provincia | Años                                |
| ------------ | -------- | --------- | ----------------------------------- |
| Zonal LCF    | Talleres | Córdoba   | 1974                                |
| Apertura LCF | Talleres | Córdoba   | 1975, 1976, 1977 y 1979             |
| Clausura LCF | Talleres | Córdoba   | 1975, 1976, 1977 y 1978             |
| Oficial LCF  | Talleres | Córdoba   | 1974, 1975, 1976, 1977, 1978 y 1979 |

### Campeonatos internacionales
| Título                  | Equipo                 | País      | Año  |
| ----------------------- | ---------------------- | --------- | ---- |
| Copa Mundial de la FIFA | Selección de Argentina | Argentina | 1978 |